# Bullas
Bullas é um município da Espanha na província e comunidade autónoma de Múrcia. Tem 82,2 km² de área e em 2021 tinha 11 619 habitantes (densidade: 141,4 hab./km²).
É possível que seja esta a cidade referida na tabela de Ptolomeu com o nome Abula e não a Abula ou Abila dos vetões (na escrita grega é fácil trocar o w pelo y).

## Demografia
| Variação demográfica do município entre 1991 e 2004 | Variação demográfica do município entre 1991 e 2004 | Variação demográfica do município entre 1991 e 2004 | Variação demográfica do município entre 1991 e 2004 |
| --------------------------------------------------- | --------------------------------------------------- | --------------------------------------------------- | --------------------------------------------------- |
| 1991                                                | 1996                                                | 2001                                                | 2004                                                |
| 10009                                               | 10488                                               | 11008                                               | 11435                                               |